# Île aux Aigrettes
L'île aux Aigrettes est l'île la plus grande de la baie de Grand Port, située à l'est de l'île Maurice (république de Maurice) à un kilomètre de la côte de Mahébourg. Cette île inhabitée de vingt-six hectares forme une réserve naturelle de Maurice avec des espèces rares animales ou florales endémiques. Le pigeon rose (ou pigeon mauricien) y vit. On y trouve aussi des tortues géantes et des scinques de Telfair, mais le faucon mauricien Falco punctatus en a disparu.

## Flore
- Dracaena concinna (bois de chandelle)
- Cynanchum staubii
- Polyscias maraisiana